# Achtem Seitablajew

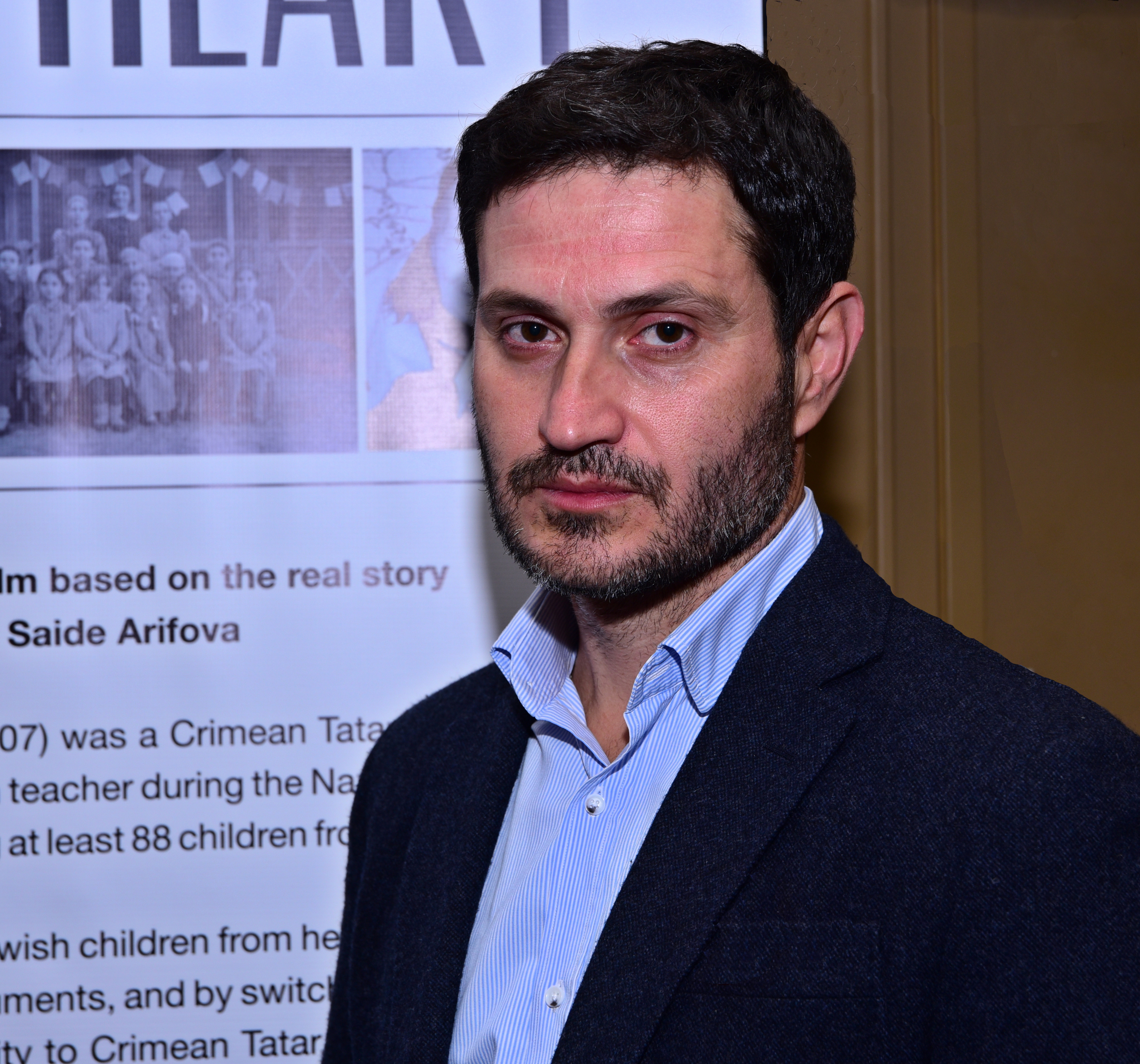
Achtem Seitablajew, 2018

Achtem Schewketowytsch Seitablajew (krimtatarisch Ahtem Şevket oğlu Seitablayev, ukrainisch Ахтем Шевкетович Сеітаблаєв; * 11. Dezember 1972 in Yangiyoʻl, Usbekische SSR, Sowjetunion) ist ein ukrainischer Schauspieler und Regisseur krimtatarischer Herkunft.

## Leben und Wirken
Achtem Seitablajew stammt aus einer Familie von deportierten Krimtataren. Nach seinem Schulabschluss 1989 zog er mit seiner Familie auf die Krim, wo er 1992 die Schauspielabteilung der Krim-Kultur- und Bildungsschule und 1999 die Regie- und Schauspielabteilung der Kiewer Universität für Theater, Film und Fernsehen absolvierte. Er spielte und führte Regie am Staatlichen Krimtatarischen Akademischen Musik- und Schauspieltheater in Simferopol.
Sein Filmdebüt hatte der Schauspieler 2003 in Mamay von Oles Sanin.
Das historische Kriegsdrama Khaytarma wurde 2013 im Kino veröffentlicht, und Achtem widmete den Film der Geschichte der Krimtataren.
Fim Last Resistance – Im russischen Kreuzfeuer (Kiborgy. Heroyi ne vmyrayut) wurde im Dezember 2017 veröffentlicht. Zusammen mit dem Drehbuchautor Natalija Woroschbyt erzählt Seitablajew die Geschichte der zweiter Schlacht um den Flughafen Donezk im September 2014.
Nariman Aliyevs Film Home (2019), mit Achtem in der Hauptrolle, wurde bei den 72. Internationalen Filmfestspielen von Cannes erstaufgeführt. Von 2016 bis 2017 drehte Seitablajew 87 Children (Chuzha molytva). Der Film erzählt die Geschichte der doppelten Rettung jüdischer Kinder durch Saida Arifowa, eine krimtatarische Waisenhauslehrerin in Bachtschyssaray, das erste Mal vor den Nazis und das zweite Mal vor den russischen Stalinisten. In den dramatischen Ereignissen des Zweiten Weltkriegs riskierte sie ihr Leben, um 87 jüdische Kinder vor dem Tod zu retten, indem sie sie als Krimtataren ausgab, und nach dem Krieg vor den NKWD-Truppen, die im Mai 1944 Krimtataren deportierten, indem sie bewies, dass diese Kinder jüdisch waren. Der Film sollte auf der Krim gedreht werden, aber nach der Annexion der Krim durch die Russische Föderation im Jahr 2014 wurde er stattdessen in Georgien und auf dem ukrainischen Festland gedreht.
Im Jahr 2020 wurde Achtem Seitablajew mit dem Wassyl-Stus-Preis ausgezeichnet.
Anfang des russischen Überfalls auf die Ukraine 2022 trat Seitablajew den ukrainischen Streitkräften bei. Auch während des Krieges gab er seine Arbeit als Filmemacher nicht auf und dokumentierte Kriegsverbrechen, die von der russischen Armee auf ukrainischem Gebiet begangen wurden. Am 22. Februar 2023 feierte Seitablajews Kriegsdrama Peaceful-21 (Mirnyi-21) in den ukrainischen Kinos Premiere. Der Film handelt von der Konfrontation zwischen den Grenzsoldaten von Luhansk und russischen Sabotagegruppen im Jahr 2014. Eine der Rollen wurde von dem Schauspieler Pasha Lee besetzt, der 2022 von den russischen Besatzern getötet wurde.